# Galaktographie

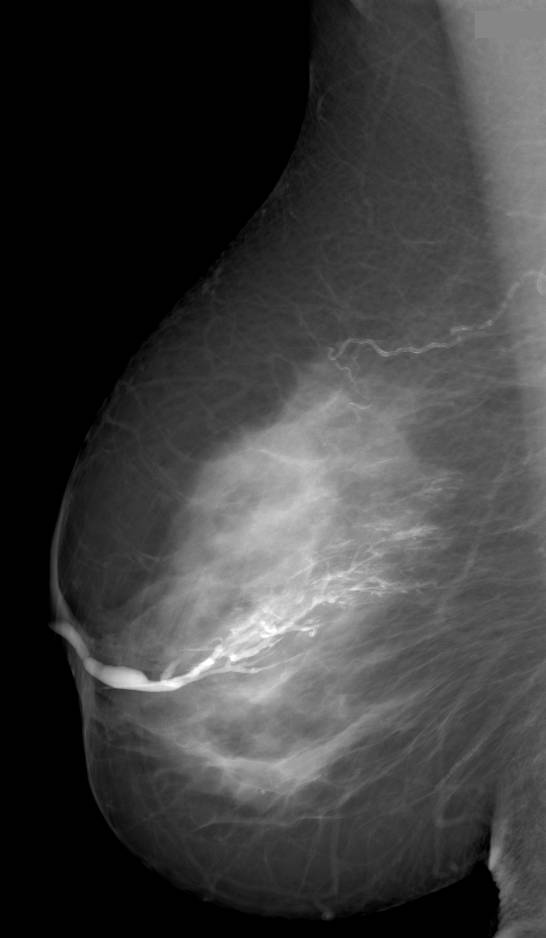
Unauffällige Galaktographie eines Milchgangs

Die Galaktographie (altgriechisch γάλα gála „Milch“ [Genitiv γάλακτος gálaktos] und -graphie) ist ein mammografisches Zusatzverfahren zur Darstellung der Milchgänge. Zu diesem Zweck wird ein wasserlösliches, nichtionisiertes Kontrastmittel mit Hilfe einer Spritze mit Kanüle in den sekretierenden Milchgang gespritzt, eventuell unter lokaler Betäubung.  Anschließend werden Röntgenaufnahmen in drei Ebenen angefertigt. Das Untersuchungsergebnis wird als Galaktogramm bezeichnet und stellt Veränderungen innerhalb der Milchgänge dar.
Indikation für eine Galaktographie ist ein blutiges Sekret aus der Brustwarze. Die Galaktografie dient dazu, einen Tumor oder ein Papillom im Milchgang zu entdecken und zu lokalisieren, damit die Veränderung in einer anschließenden Operation entfernt werden kann.
Als Ergänzung steht an einigen Zentren die Duktoskopie, eine Spiegelung der Milchgänge, zur Verfügung.